# كيم هيو جين
كيم هيو جين (بالكورية: 김효진)‏ هي ممثلة وعارضة أزياء كورية جنوبية. ولدت يوم 10 فبراير 1984 في سول في كوريا الجنوبية.

## روابط خارجية
- كيم هيو-جين على موقع IMDb (الإنجليزية)
- كيم هيو-جين على موقع ألو سيني (الفرنسية)
- كيم هيو-جين على موقع قاعدة بيانات الفيلم (الإنجليزية)